# Старословенска ћирилица
Старословенска ћирилица је прво ћириличко писмо које се састојало из од 44 до 46 знакова, а настало је у касном 9. вијеку на основама грчког писма за потребе православних Словена у Европи. Развијено је у Преславској књижевној школи у Првом бугарском царству за записивање старословенског језика. Савремено ћириличко писмо се првенствено користи у словенским језицима, али и у азијским језицима који су били под утицајем руске културе у 20. вијеку.

## Историја
Најраније облик рукописа на ћирилици, познат као устав, био је заснован грчком унцијалном писму, ојачан лигатурама и словима глагољице за сугласнике којих није било у грчком језику.
Глагољицу је створио Ћирило, вјероватно уз помоћ брата Методија, око 863. године. Ћирилицу су највјероватније створили Ћирилови ученици деведесетих година 9. вијека Преславској књижевној школи током владавине кнеза Бориса I као погодније писмо за црквене књиге, иако су задржани бугарски симболи глагољице. Алтернативна хипотеза каже да се писмо јавило у пограничним областима грчког прозелитизма међу Словенима прије него што је кодификовано и прихваћено међу словенским систематизерима; најстарији ћирилички рукопис из 9—10. вијека је веома сличан грчком унцијалном писму, и већина унцијалних ћириличких слова је идентично грчким унцијалним парњацима. Једна од могућности је да је систематизација ћирилице почела за вријеме Преславског сабора 893 године када је старословенски језик прихваћено од стране Бугарског царства.

## Писмо
| Слова | Уникод   | Називи (ћирилица)    | Називи (МФА) | Транслитерација | МФА | Поријекло                                                                   | Бројеви |
| ----- | -------- | -------------------- | ------------ | --------------- | --- | --------------------------------------------------------------------------- | ------- |
|       | А а      | аꙁъ                  |              | a               |     | Непосредно од грчког слова Α                                                | 1       |
|       | Б б      | бѹкꙑ                 |              | b               |     | Један облик грчког слова Β (?), глагољичког (?), бугарске руне ()(?)        |         |
|       | В в      | вѣдѣ                 |              | v               |     | Непосредно од грчког слова Β                                                | 2       |
|       | Г г      | глаголь              |              | g               |     | Непосредно од грчког слова Γ                                                | 3       |
|       | Д д      | добро                |              | d               |     | Непосредно од грчког слова Δ                                                | 4       |
|       | Є є      | ѥсть                 |              | (j)e            |     | Непосредно од грчког слова Ε                                                | 5       |
|       | Ж ж      | живѣтє               |              | ž, zh           |     | Глагољичко , бугарске руне?                                                 |         |
|       | Ѕ ѕ      | sѣлѡ                 |              | dz              |     | Непосредно од грчког слова Ϛ                                                | 6       |
|       | Ꙁ ꙁ      | ꙁємлꙗ                |              | z               | ,   | Непосредно од грчког слова Ζ                                                | 7       |
|       | И и      | ижє                  |              | i               |     | Непосредно од грчког слова Η                                                | 8       |
|       | І і/ Ї ї | ижєи                 |              | i, I            |     | Непосредно од грчког слова Ι                                                | 10      |
|       | К к      | какѡ                 |              | k               |     | Непосредно од грчког слова Κ                                                | 20      |
|       | Л л      | людиѥ                |              | l               | ,   | Непосредно од грчког слова Λ                                                | 30      |
|       | М м      | мꙑслєтє              |              | m               |     | Непосредно од грчког слова Μ                                                | 40      |
|       | Н н      | нашь                 |              | n               | ,   | Непосредно од грчког слова Ν                                                | 50      |
|       | О о      | онъ                  |              | o               |     | Непосредно од грчког слова Ο                                                | 70      |
|       | П п      | покои                |              | p               |     | Непосредно од грчког слова Π                                                | 80      |
|       | Р р      | рьци                 |              | r               | ,   | Непосредно од грчког слова Ρ                                                | 100     |
|       | С с      | слово                |              | s               | ,   | Непосредно од грчког слова Σ                                                | 200     |
|       | Т т      | тврьдо               |              | t               |     | Непосредно од грчког слова Τ                                                | 300     |
|       | Ѹ ѹ/Ꙋ    | ѹкъ                  |              | u               |     | Непосредно од комбинације грчких слова Ο и Υ                                |         |
|       | Ф ф      | фрьтъ                |              | f               |     | Непосредно од грчког слова Φ                                                | 500     |
|       | Х х      | хѣръ                 |              | x               |     | Непосредно од грчког слова Χ                                                | 600     |
|       | Ѡ ѡ      | ѡмєга                |              | ō, w            |     | Непосредно од грчког слова Ω (писалась в форме W)                           | 800     |
|       | Щ щ      | ща(шта)              |              | št, sht         |     | Лигатура Ш-Т, Глаголическая лигатура Ш-Ч , Болгарские руны (?)              |         |
|       | Ц ц      | ци                   |              | c               |     | Эфиопская ሃ (?), еврейская צ(?), коптская ϥ (?)‎                             | 900     |
|       | Ч ч      | чрьвь                |              | č, ch           |     | Глаголическая , еврейская צ(?)                                              | 90      |
|       | Ш ш      | ша                   |              | š, sh           |     | Эфиопская ሠ (?), еврейская ש (?), коптская ϣ (?)                            |         |
|       | Ъ ъ      | ѥръ                  | []           | ŭ, u:           | []  | Переделка из греческой Β (?), Глаголическая (?)                             |         |
|       | Ꙑ ꙑ      | ѥрꙑ                  | []           | y               | []  | Лигатура Ъ-І                                                                |         |
|       | Ь ь      | ѥрь                  | []           | ĭ, i:           | []  | Переделка из греческой Β (?)                                                |         |
|       | Ѣ ѣ      | ꙗть                  | []           | ě               | []  | Переделка из греческой Β (?)                                                |         |
|       | Ю ю      | їѿированъ ѹкъ        |              | ju              |     | Лигатура І-Ѹ                                                                |         |
|       | Ꙗ ꙗ      | їѿированъ аꙁъ        |              | ja              |     | Лигатура I-А                                                                |         |
|       | Ѥ ѥ      | їѿированъ ѥсть       |              | je              |     | Лигатура І-Є                                                                |         |
|       | Ѧ ѧ      | ѭсъ малъ             |              | ę, ẽ            |     | Одна из форм греческой Α (?), Глаголическая (?)                             |         |
|       | Ѫ ѫ      | ѭсъ вєликъ           |              | ǫ, õ            |     | Глагољска                                                                   |         |
|       | Ѩ ѩ      | їѿированъ ѭсъ малъ   |              | ję, jẽ          |     | Лигатура I-Ѧ                                                                |         |
|       | Ѭ ѭ      | їѿированъ ѭсъ вєликъ |              | jǫ, jõ          |     | Лигатура I-Ѫ                                                                |         |
|       | Ѯ ѯ      | ѯї                   |              | ks              |     | Непосредно од грчког слова Ξ (писавшейся в форме Z, над которой дописали z) | 60      |
|       | Ѱ ѱ      | ѱї                   |              | ps              |     | Непосредно од грчког слова Ψ                                                | 700     |
|       | Ѳ ѳ      | ѳита                 |              | θ, th, T, F     | /   | Непосредно од грчког слова Θ                                                | 9       |
|       | Ѵ ѵ      | ѵжица                |              | ü               | ,   | Небольшая переделка греческой Υ                                             | 400     |
|       | Ꙉ ꙉ1     | Ꙉрьвь                |              | gj              |     | Перевёрнутая (чрьвь)(?)                                                     |         |
|       | Ѿ ѿ      | ѿ                    |              | ot              |     | Лигатура Ѡ-Т                                                                |         |
|       | Ҁ ҁ      | ҁоппа                |              | kw              |     | Непосредно од грчког слова Ϙ                                                | 90      |